# Mataderos Rugby Club
No debe confundirse con Los Matreros Rugby Club
El Mataderos Rugby Club es un club de rugby de la ciudad de Buenos Aires. Fue fundado como una institución para utilizar el deporte como medio de inserción social para chicos de bajos recursos, desde los 6 años hasta mayores, de las zonas cercanas (Villa Lugano, Mataderos, Ciudad Oculta). Fue fundado en el año 2005. Desde 2013 participa Torneo Empresarial de la Unión de Rugby de Buenos Aires representado a la empreza Zucarella.

## Historia

### Fundación y propósito
Fue fundado en el año 2005 por un grupo de socios del Club Atlético Nueva Chicago, formado por ex-rugbistas con el propósito de representar al barrio y defender sus colores verde y negro y de poder brindar las bondades que este deporte ofrece inculcando valores de respeto y amistad para con los demás.
El club sigue los pasos de Floresta y Virreyes. La mitad de los chicos están becados por el gobierno, y forman parte de las categorías infantiles, juveniles y plantel superior. El objetivo de la entidad es mezclar a un chico de bajos recursos con otro de una escuela privada; para que el rugby no sea elitista, sino algo para todos. El club se llama Mataderos Rugby, funciona bajo el ala y con la ayuda de Nueva Chicago, pero como la URBA no acepta instituciones de fútbol, fue crearlo por separado.

### Primera gira del MRC
En noviembre de 2009, el MRC hizo su primera gira, fue en la ciudad de Mar del Plata para jugar un amistoso y viajaron 26 chicos de barrios humildes, en donde varios de los jugadores conocieron el mar por primera vez. El partido fue derrota ante Pueyrredón Rugby Club de Mar del Plata por 35-5.

### Debut en la URBA como división intermedia del Virreyes RC
El club debutó en la Unión de Rugby de Buenos Aires se concretó el sábado 10 de abril de 2010, formando parte de la división intermedia del Virreyes Rugby Club, en un partido válido por la Copa Buenos Aires 2010. Fue una derrota contra el club Los Pinos en la división intermedia del certamen.

### Debut en una competición organizada por la URBA
En el año 2012, el MRC participó de un torneo cuadrangular con equipos de distintas competiciones de la URBA. Fue el 18 de marzo de ese año en el Club Argentino de Rugby en donde el Torito enfrentó a tres equipos importantes como UTN-Fac. Reg. Avellaneda (Campeón de la Copa Estímulo 2012 del torneo universitario de URBA), AESA (viene de salir campeón del torneo empresarial de URBA) y Universidad Nacional de Quilmes (debutará este año en el torneo universitario de URBA). El resultado fue más que positivo con dos victorias y un empate.

### Campeón de la Zona Ascenso del Empresarial de la URBA
A falta de una fecha por disputarse y con varios partidos postegados, el Torito se aseguró el ascenso a la Zona Campeonato del Torneo Empresarial de la URBA luego de ganarle a Patriotas por 24 a 12. Representando a la empresa Grupo Zucarella, logró una campaña de 55 puntos en 13 partidos jugados, ganando 12, perdiendo 1 y ningún empate.

### La casa propia y los incidentes con barras bravas
En el mes de enero de 2013, el club recibió un terreno de tres hectáreas ubicado en las calles Brandsen y Villegas, San Justo, para la construcción de su cancha y los vestuarios . Debido a la rivalidad futbolística entre Almirante Brown y Nueva Chicago, los integrantes del Mataderos Rugby Club recibieron amenazas contra ellos, Mataderos Rugby Club lleva los mismos colores que Nueva Chicago. El 12 de mayo de 2013, previo a un partido contra Protector 24, por la Zona Ascenso del Torneo Empresarial de la URBA, un grupo de personas abordó a los jugadores del MRC, tras presentarse como parte de la barrabrava de Almirante, uno apuñaló en el cuello al subcapitán del verdinegro.